# Ernst Heinrich Landrock

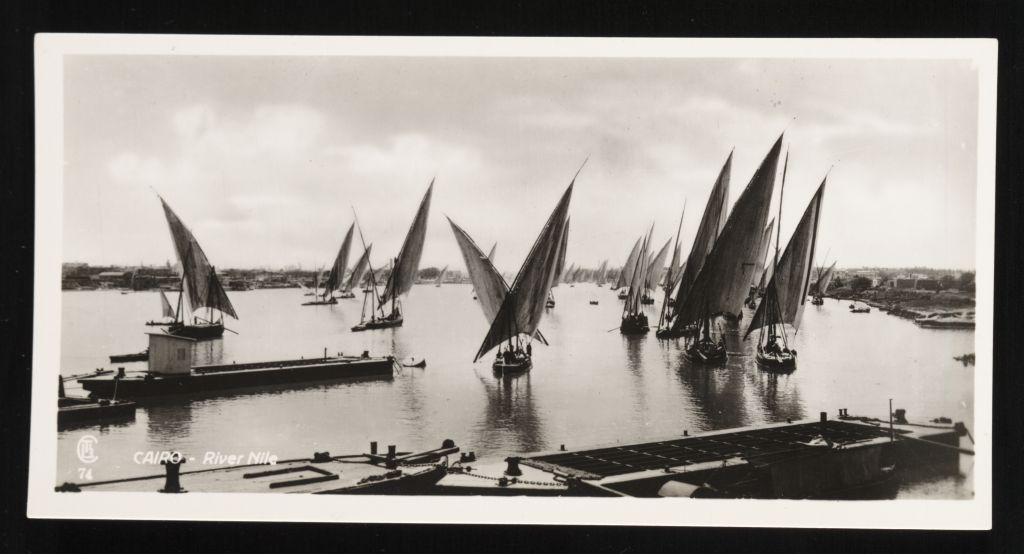
Lehnert & Landrock: Káhira - řeka Nil

Ernst Heinrich Landrock (4. srpna 1878 Reinsdorf, Sasko - 30. dubna 1966 Kreuzlingen, Švýcarsko) byl původem německý fotograf, působící v Tunisku, Lipsku a Káhiře.

## Život a dílo
Spolu s Rudolfem Franzem Lehnertem založili fotografickou společnost Lehnert & Landrock, která úspěšně publikovala svá díla z Blízkého východu v Tunisu, Mnichově, Lipsku a Káhiře.

## Portrét mladého muže
Fotografie mladého muže publikovaná jako pohlednice v roce 1921 se stala vzorem celé řady novodobých plakátů. Modelem byl Egypťan Mohamed, který pracoval jako Lehnertův asistent. V devadesátých letech se portrétním snímkem inspirovali íránští publicisté při tvorbě popularizačních plakátů, které představovaly mladého proroka Mohameda. Prý údajně podle obrazu, který namaloval mnich, který se s prorokem osobně setkal. Íránský režim prodej letáků zobrazujícího mladého proroka schválil, stejně tak i šíité v muslimské tradici zobrazení schvalují.

## Galerie

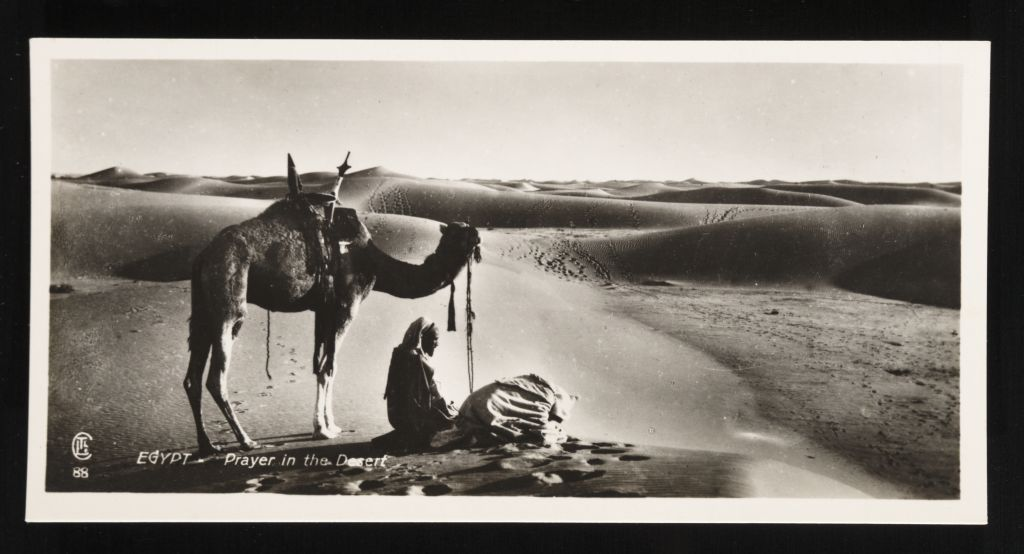
Modlitba v poušti
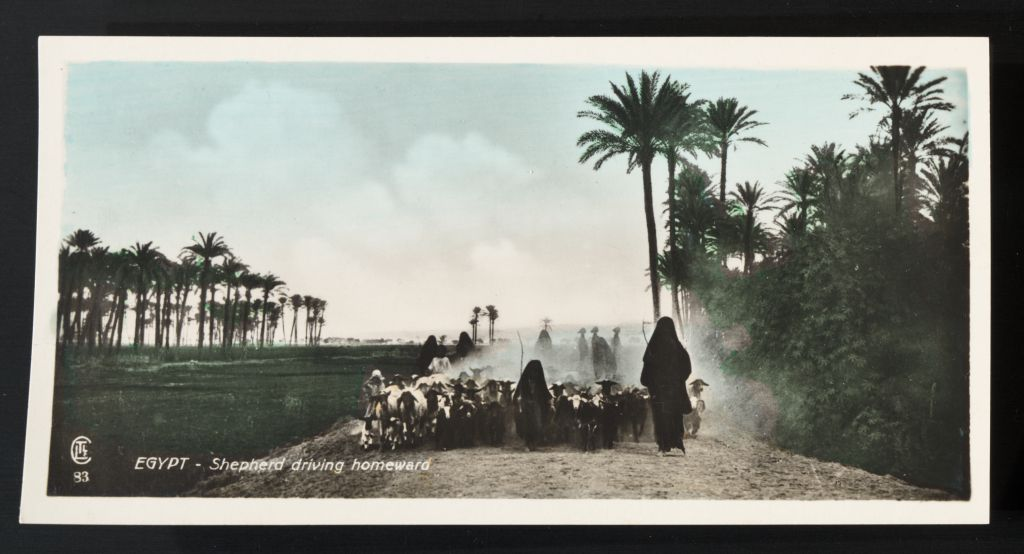
Pastevec se vrací domů
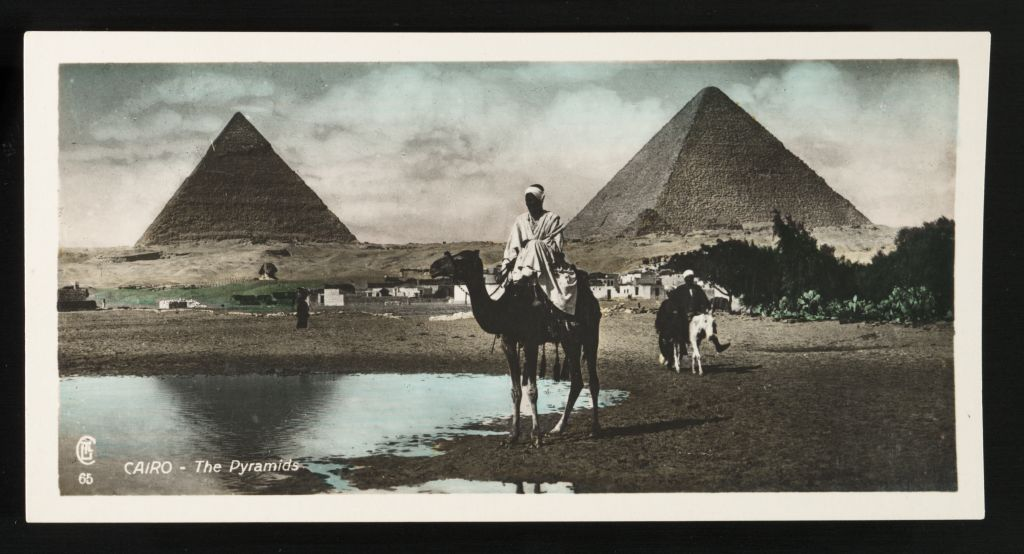
Káhira - pyramidy, kolorovaná fotografie
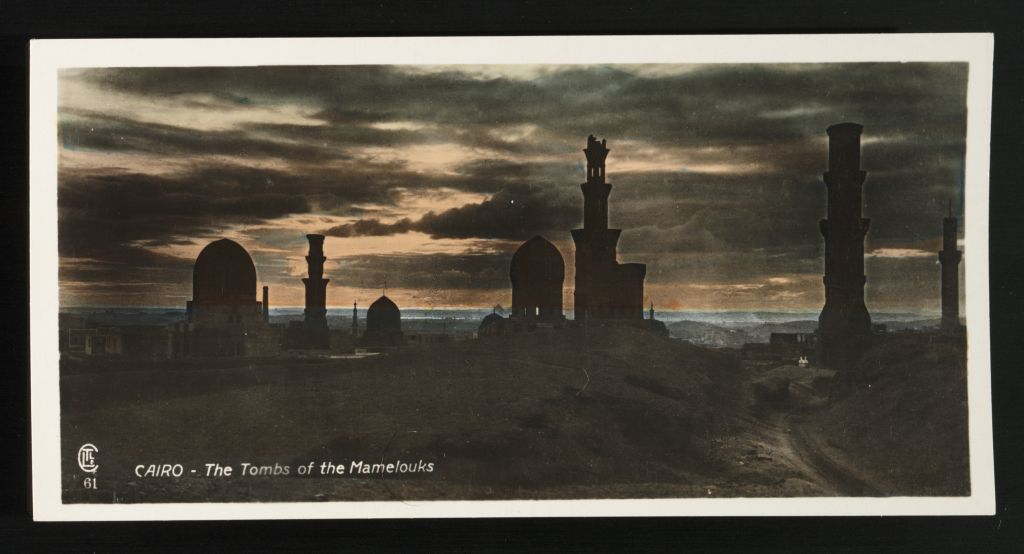
Káhira - The Tombs of the Mamelouks
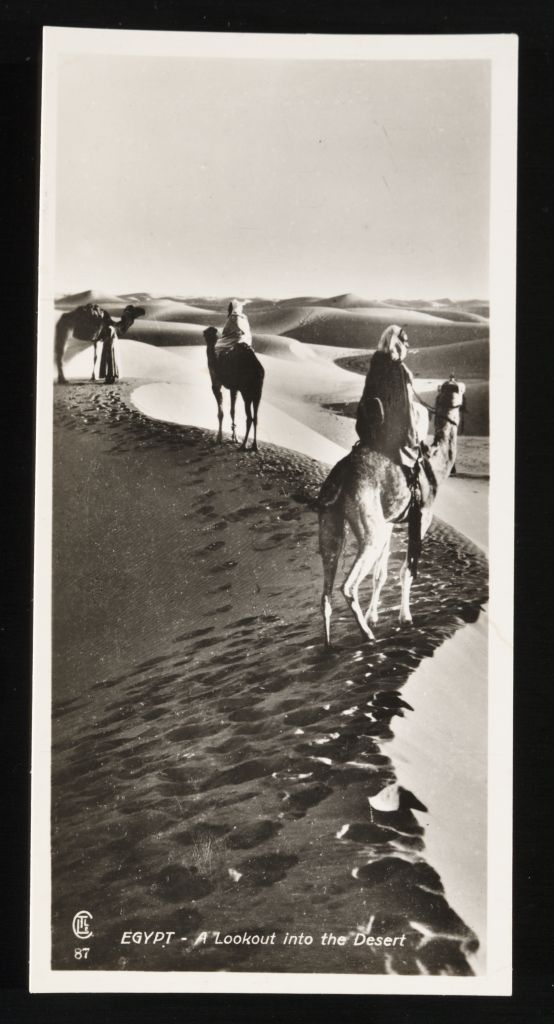
Výhled do pouště
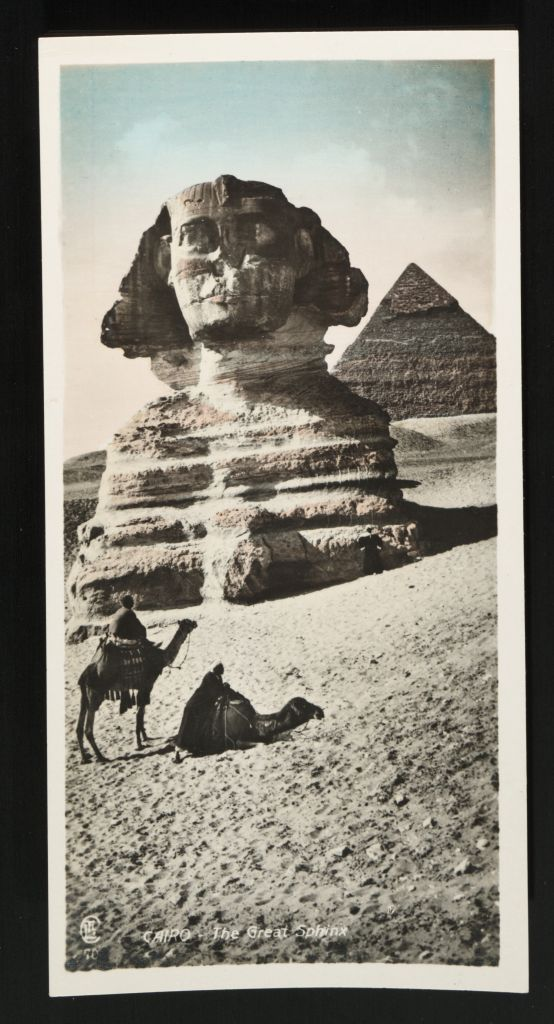
Káhira - Velká Sfinga
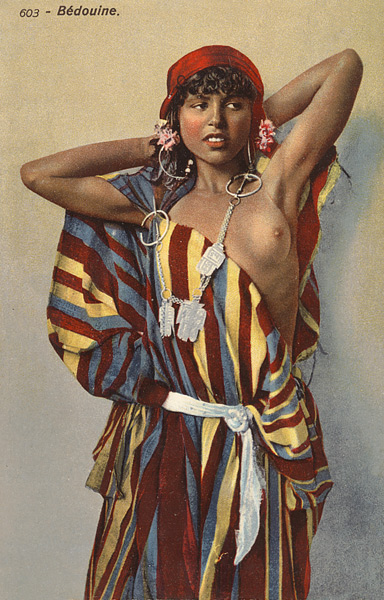
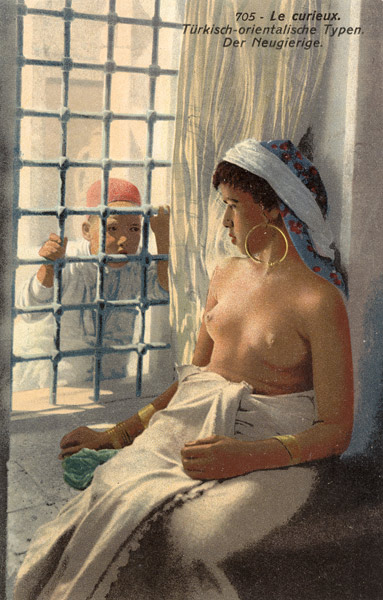
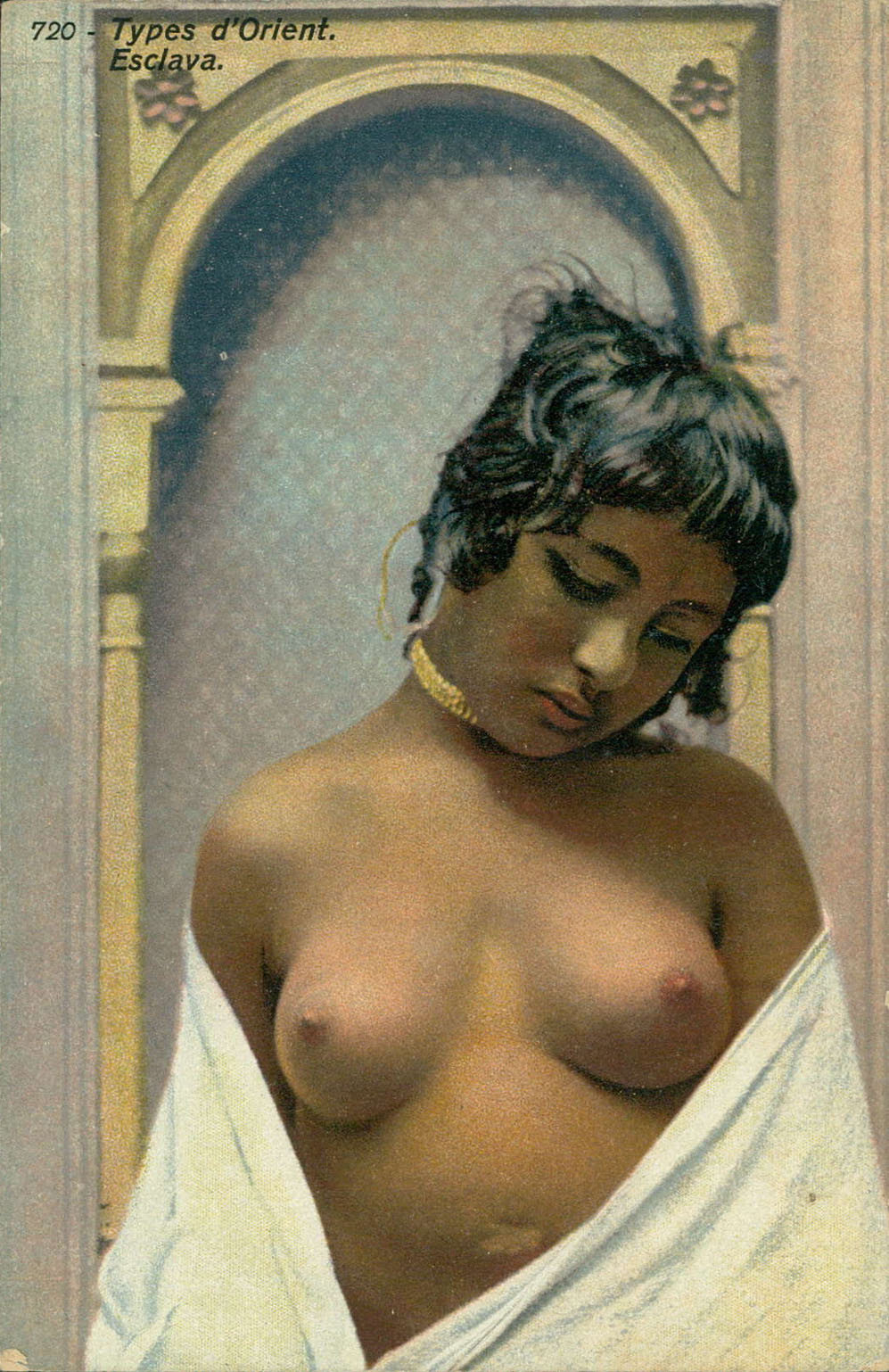
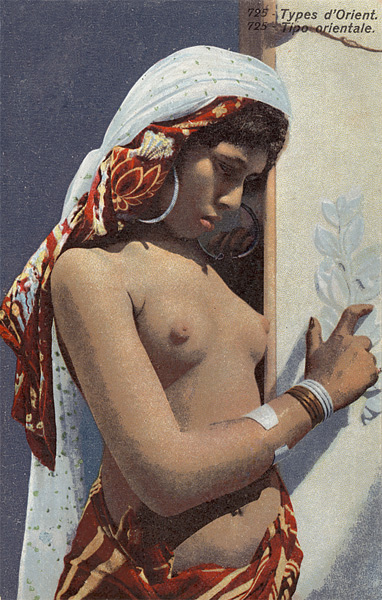
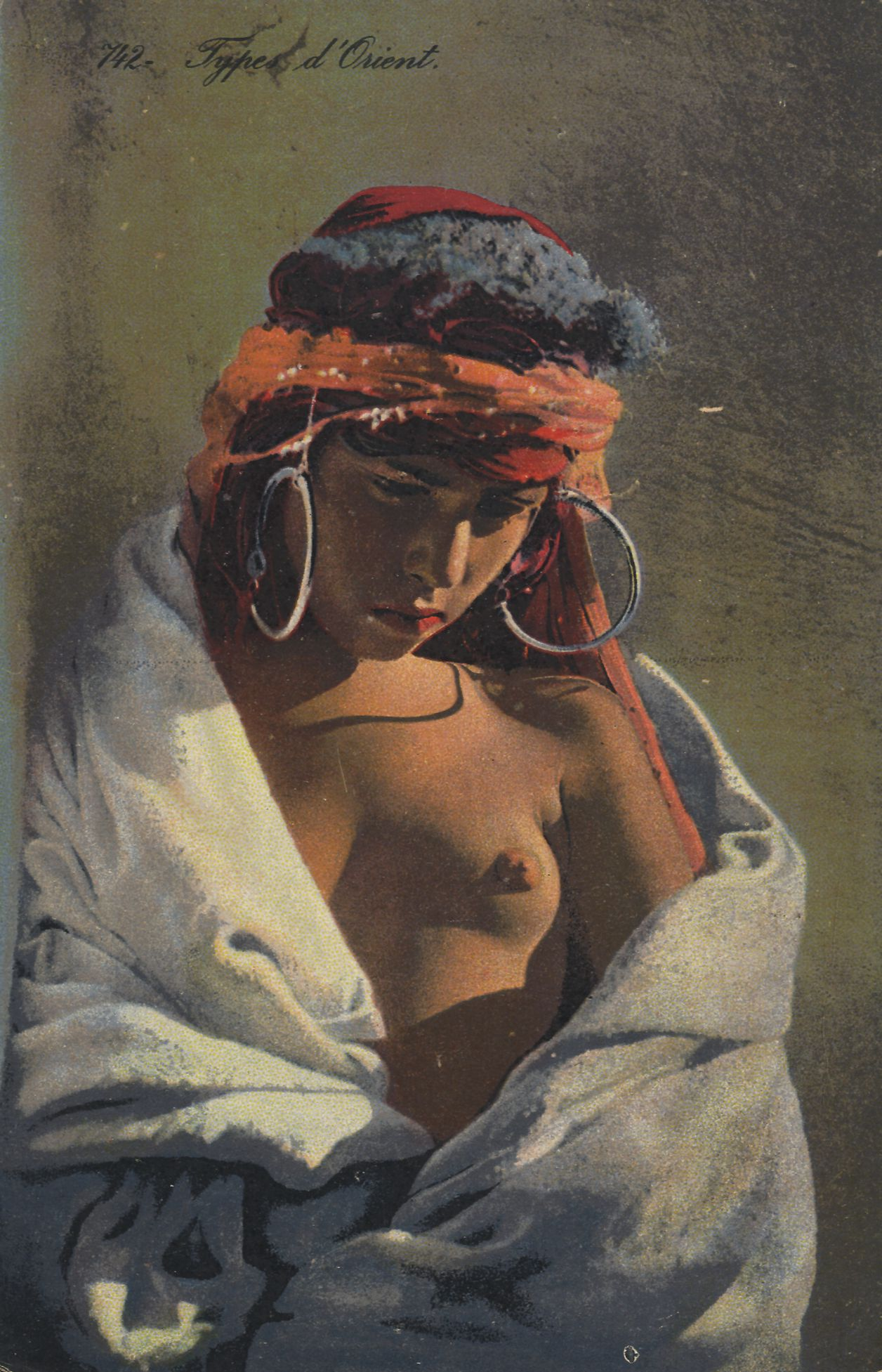
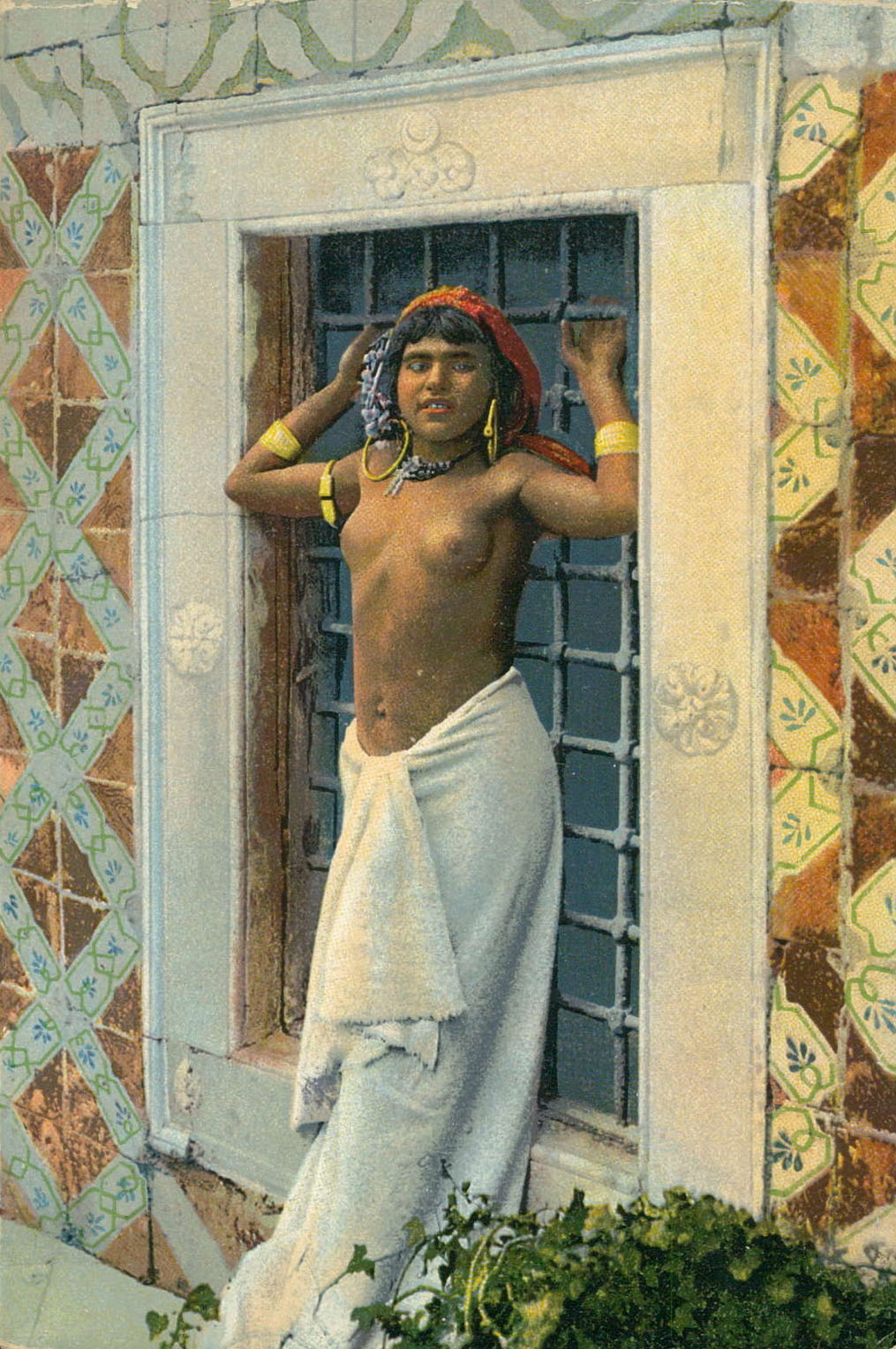
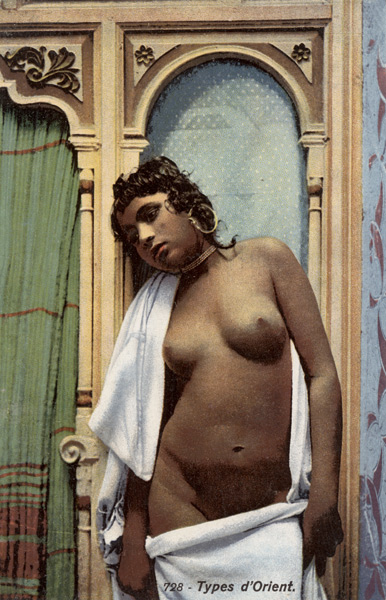
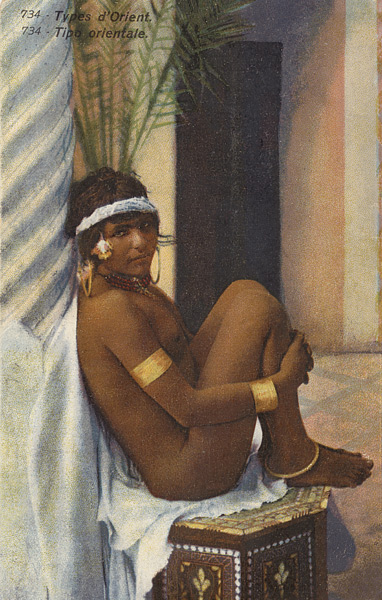
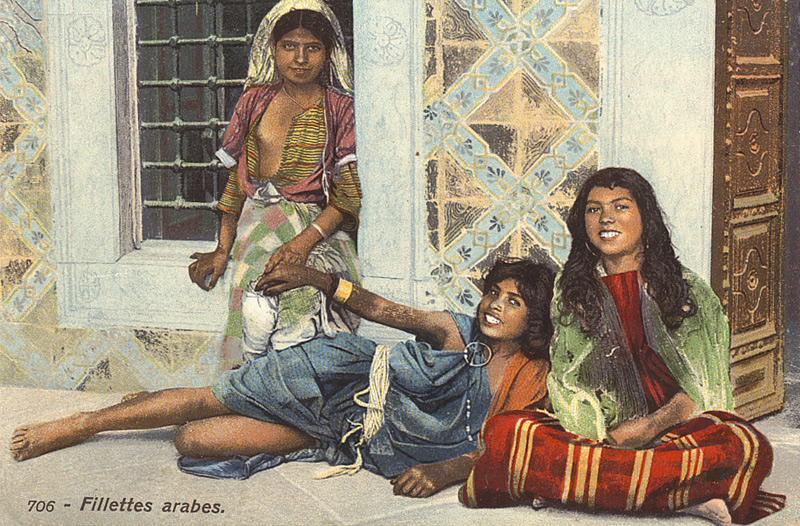
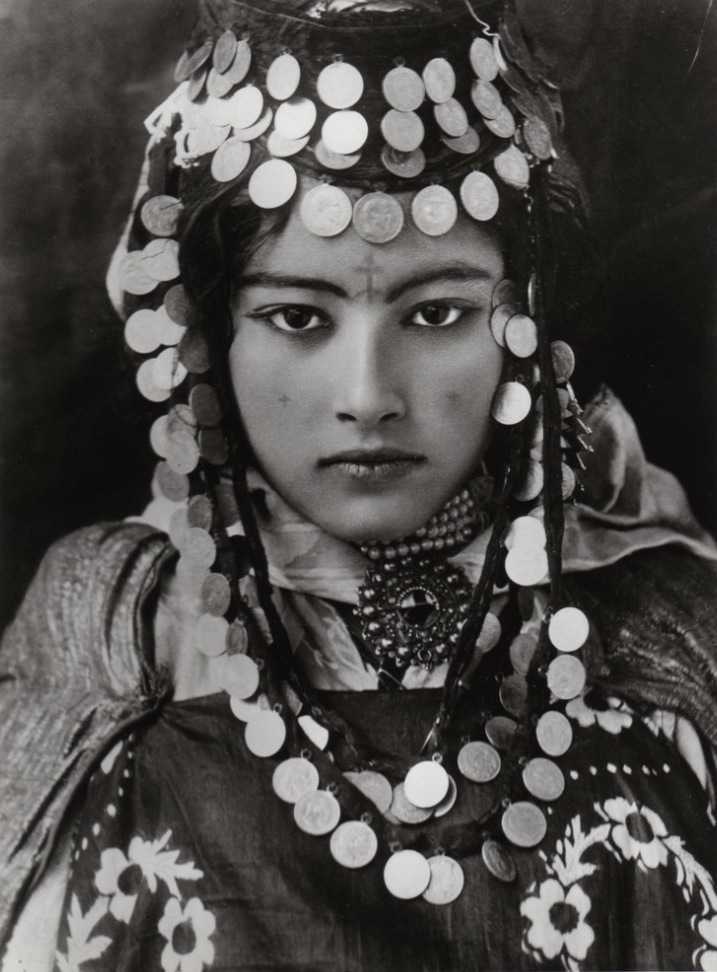
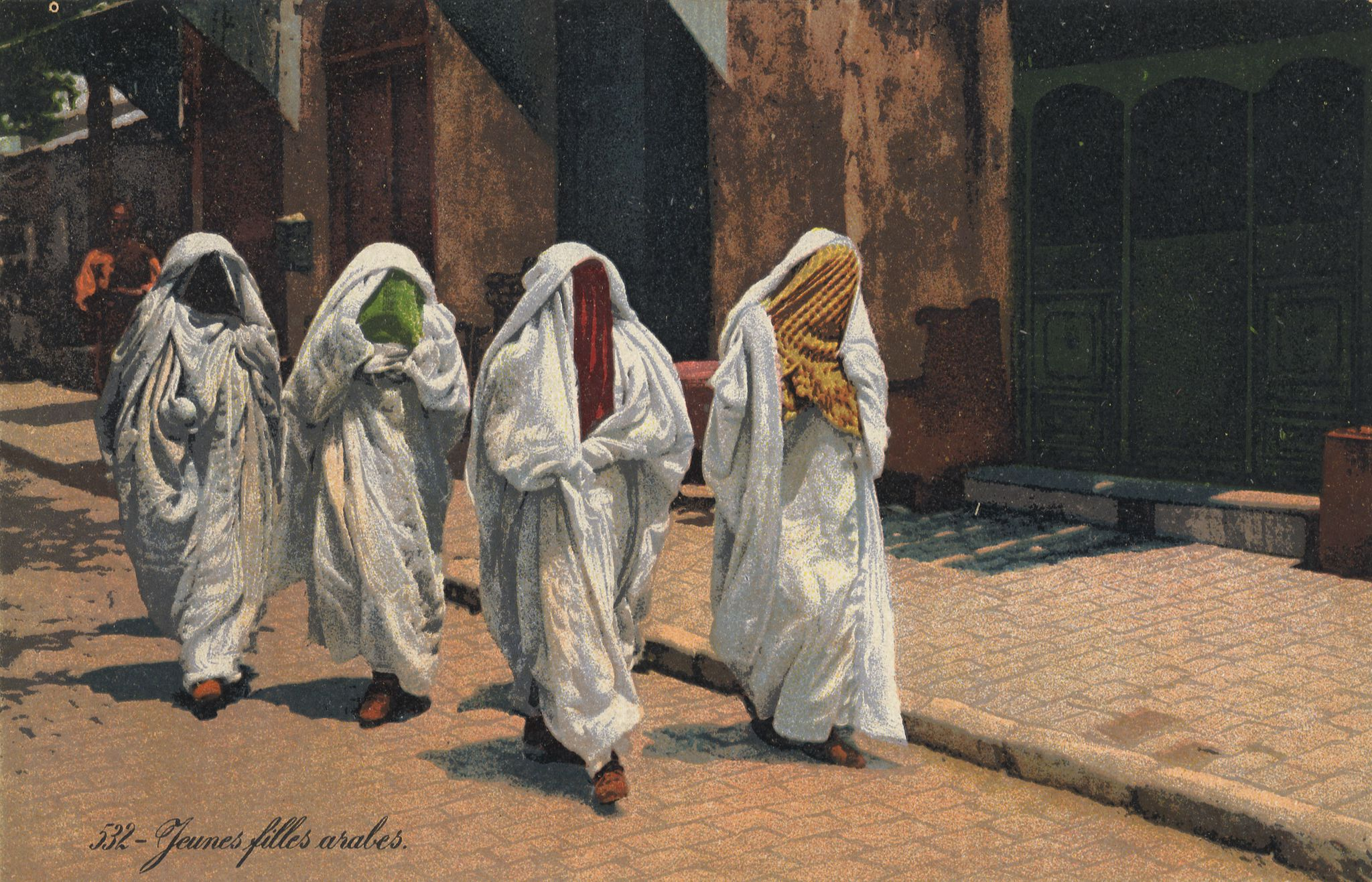
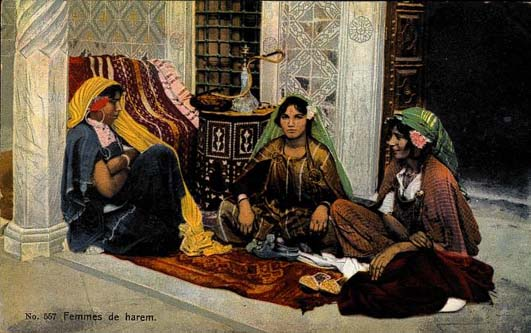
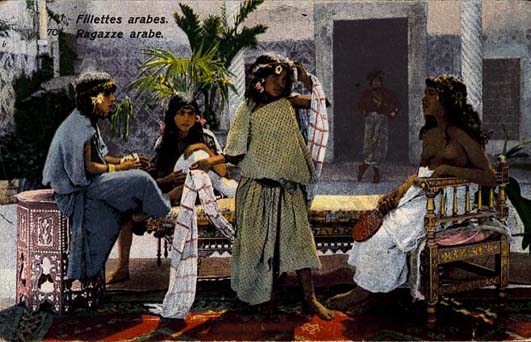
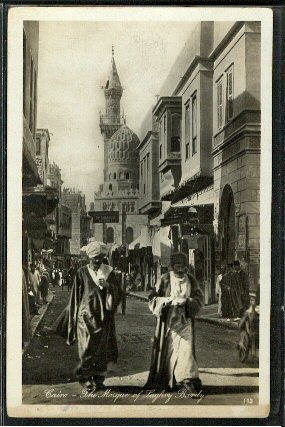
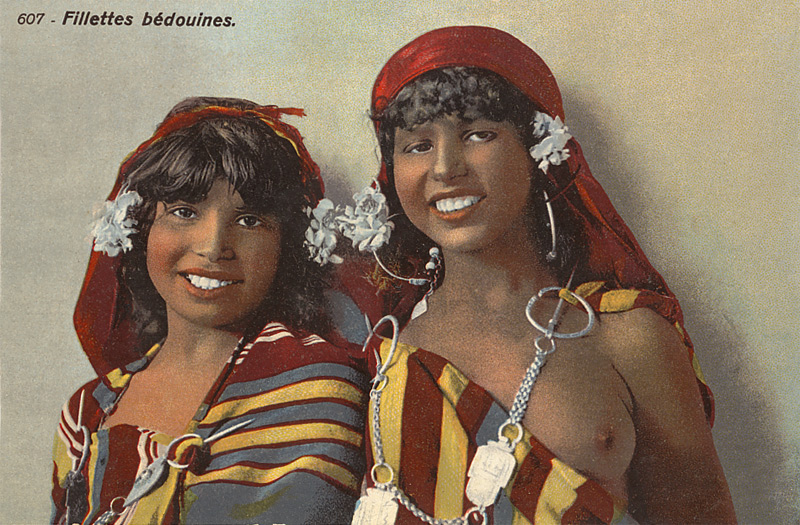
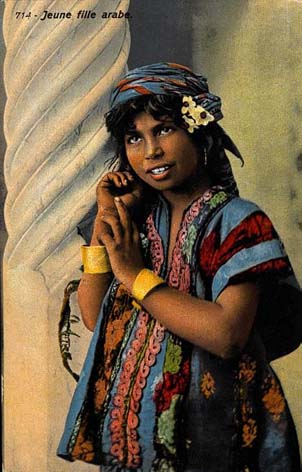